# 세븐 스트릿
세븐 스트릿은 대한민국의 음악 그룹이다. 2017년 싱글 [훨훨]로 데뷔했다.

## 음반
- 훨훨 (2017)
- 어제의 별 (2017)
- 니가 필요해 (2018)
- 솔직할 수는 없어요 (2018)
- 다시 만날 수 있을까 (2019)
- 산을 넘어가 (2020)

## 공연
- Over the Moonbow vol10. 정해일&세븐스트릿 (2019)
- 문화콘서트 난장 in 나주정미소 난장곡간 (2020)